# Zerrung
Eine Zerrung, auch Distension genannt, ist eine Verletzung von Teilen des Bewegungsapparates wie Muskeln, Sehnen, Bändern infolge einer/eines unphysiologisch ablaufenden Dehnung, Traumas, plötzlicher Überbelastung oder ruckartiger Kontraktion.
Je nach betroffenem Abschnitt handelt es sich um eine:
- Bänderdehnung
- Leistenzerrung
- Muskelzerrung
- Sehnenzerrung

Liegt eine auch teilweise Unterbrechung vor, spricht man von Bänderriss, Muskelfaserriss oder Sehnenriss.